# Гелета, Марьян Степанович
Марьян Степанович Гелета — советский хозяйственный, государственный и политический деятель, Герой Социалистического Труда.

## Биография
Родился в 1935 году в селе Мухавка. Член КПСС.
С 1957 года — на хозяйственной, общественной и политической работе. В 1957—1995 гг. — тракторист, звеньевой механизированного звена колхоза «Червоный Жовтень» Лутугинского района Ворошиловградской области Украинской ССР, рационализатор и участник внедрения кукурузных сеялок СПЧ-6.
Указом Президиума Верховного Совета СССР от 8 апреля 1971 года присвоено звание Героя Социалистического Труда с вручением ордена Ленина и золотой медали «Серп и Молот».
Умер в Юрьевке Лутугинского района в 2011 году.